# Алп-Арслан
Алп-Арслан (ألب أرسلان, Alp Arslan; 20 січня 1029 — 15 грудня 1072) — другий султан держави Сельджукидів. Правнук Сельджука, син Чагри-бека. Завдав розгромної поразки візантійцям під Манцикертом, взявши у полон візантійського імператора Романа IV.

## Імена
- Алп Арслан, або Альп Арслан — прізвисько; в перекладі — «сміливий лев».
- Мухаммад ібн-Дауд (араб. ألب أرسلان, «Мухаммад, син Дауда») — особове ім'я.
- Мухаммад ІІ — за номером правителя; 2-й султан після Тогрул-бека, також Мухаммада.
- Зійа ад-Дін ва Адуд ад-Даула ва Тадж ал-Мілла Абу Шуджа Мухаммад Алп-Арслан ібн-Дауд — повне ім'я.

## Біографія
Алп-Арслан — племінник бездітного засновника Сельджукского султанату Тогрула. 1059 року Алп-Арслан отримав в управління Великий Хорасан. Після смерті свого дядька Тогрул-бека він переміг у боротьбі за трон його сина Сулеймана та свого іншого дядька Кутульмиша, і з 1064 року став правителем земель сельджуків від Аму-Дар'ї до Тигру. Фактичне правління державою здійснював його візир Незам уль-Мульк, тоді як сам Алп-Арслан зосередився на завоюваннях.

### Боротьба з Візантією

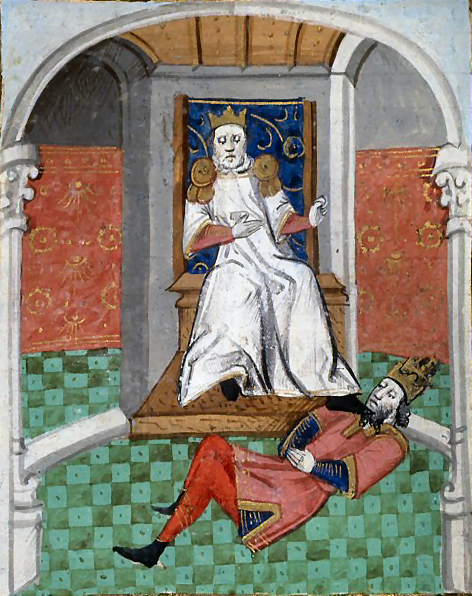
Алп-Арслан принижує Романа IV Діогена

Ставши султаном Алп-Арслан перейшов Євфрат і захопив Кесарію Каппадокійську, а потім Вірменію та Грузію. 1068 року військо сельджуків вторглося в Сирію, але контрнаступ візантійського імператора Романа IV Діогена, відтіснив їх за Євфрат. 1071 року Роман IV Діоген пішов у Вірменію на чолі 30-тисячного війська, до складу якого входили половці та норманські найманці. Але-Арслан завдав їм нищівної поразки у битві при Манцикерті. Сам візантійський імператор потрапив у полон. Після ретельного приниження, Арслан поставився до нього з великодушністю. Після узгоджених мирних умов, Арслан відпустив з повагою імператора, завантаженого подарунками в присутності військової охорони. Наступна розмова, як кажуть, сталося після того, як Роман був доставлений як ув'язнений до султана:
|  | Алп Арслан: "Що б Ви зробили, якби я постав перед вами як ув'язнений?" Роман: "Можливо, я вбив би Вас, або виставив Вас на вулицях Константинополя." Алп Арслан: "Моє покарання далеко важче, я прощаю і звільняю Вас." |

Алп-Арслан відпустив його, але в Константинополі Романа Діогена осліпили, і він помер від ран. Битва при Манцикерті вважається поворотним пунктом в історії Візантійської імперії. Після неї Візантія поступово втрачала свої землі в Малій Азії, а грецьке населення заміщалося турецьким.
Перемоги Алп-Арслана змінили баланс сил в Малій Азії повністю на користь турків-сельджуків і сунітських мусульман. У той час як Візантійська імперія протривала ще протягом майже чотирьох століть, і попри хрестові походи, які затримали на деякий час розширення панування турків-сельджуків, перемога при Манцикерті ознаменувала початок панування Туреччини в Анатолії.
Алп-Арслан загинув 1072 року в поході в Середню Азію проти Караханідів. Титул султана успадкував його син Малік-шах.